# Stazione di Nicotera
La stazione di Nicotera è una stazione ferroviaria posta sulla tratta storica costiera della ferrovia Tirrenica Meridionale, serve l'omonima città.

## Storia
La stazione fu aperta il 21 dicembre del 1891 contestualmente all'attivazione della tratta Gioia Tauro–Nicotera della ferrovia Tirrenica Meridionale.
Dal 1972, la stazione di nicotera ha visto un progressivo ridimensionamento della sua importanza e una riduzione significativa dei treni che vi passavano, con l'apertura della variante diretta Eccellente–Rosarno. 

## Caratteristiche
La stazione dispone di 5 binari: solo due attivi per la circolazione, utilizzati prevalentemente per il servizio passeggeri, e, un terzo, oramai inutilizzato, da cui si diramava un raccordo per la vicina sottostazione elettrica ; e due binari tronchi.
La stazione è servita di tutti i treni regionali che percorrono la Via Tropea. Inoltre Fermano anche InterCity Notte per Torino Porta Nuova, e, solo nel periodo estivo fermano InterCity giorno per Roma Termini.
La stazione, inoltre disponeva in passato di una sala d’attesa, dei servizi igienici e di un Bar&Tabacchi. Servizi oggi non più attivi.  É dotata comunque di una moderna biglietteria automatica e di una obliteratrice.

## Servizi
La stazione fornisce al viaggiatore:
- Parcheggio veicoli
- Annunci sonori (lingue: italiano, inglese)
- Biglietteria self